# Klub Wioślarski z roku 1904 w Poznaniu

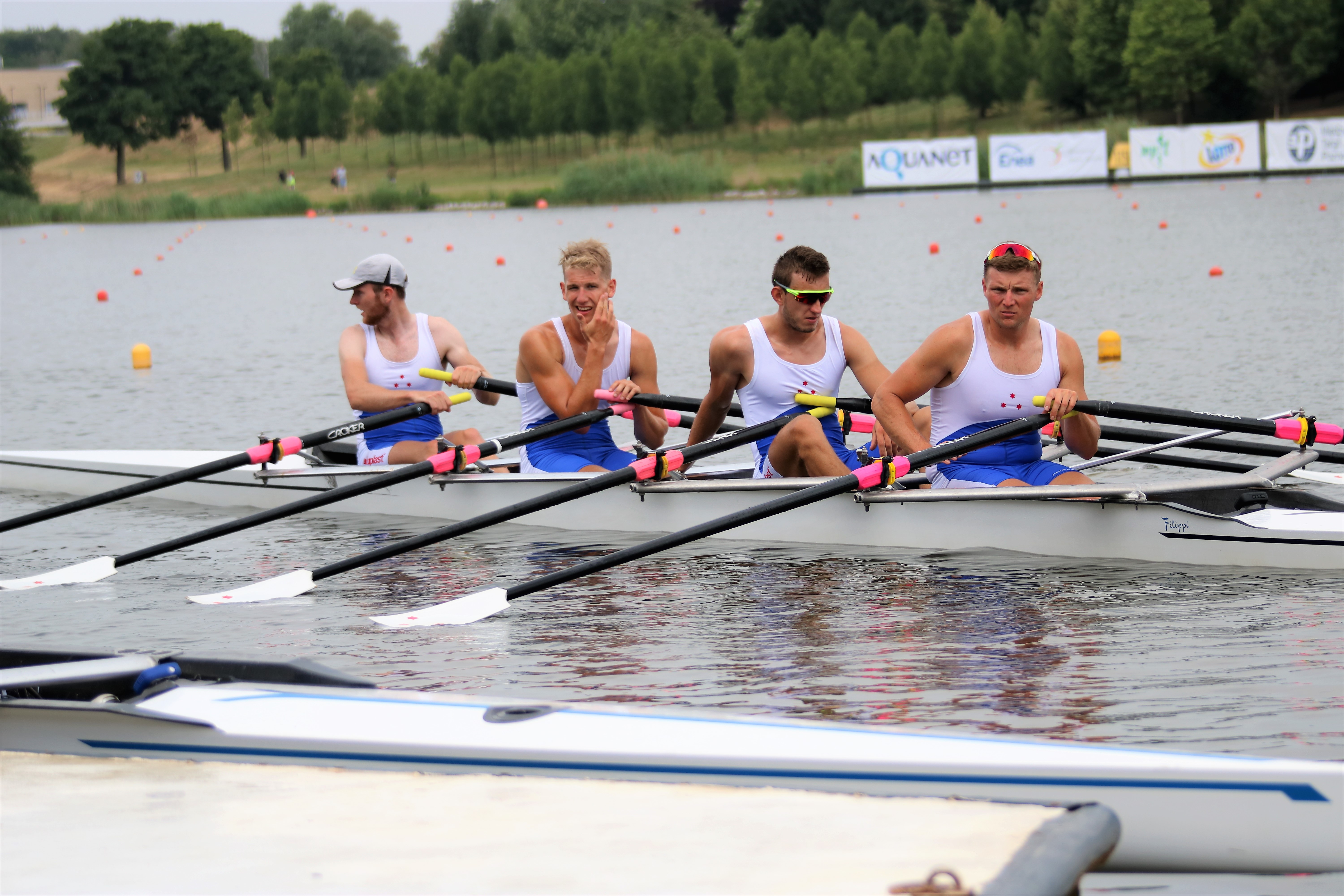
KW 04 - srebrni medaliści MP 2018

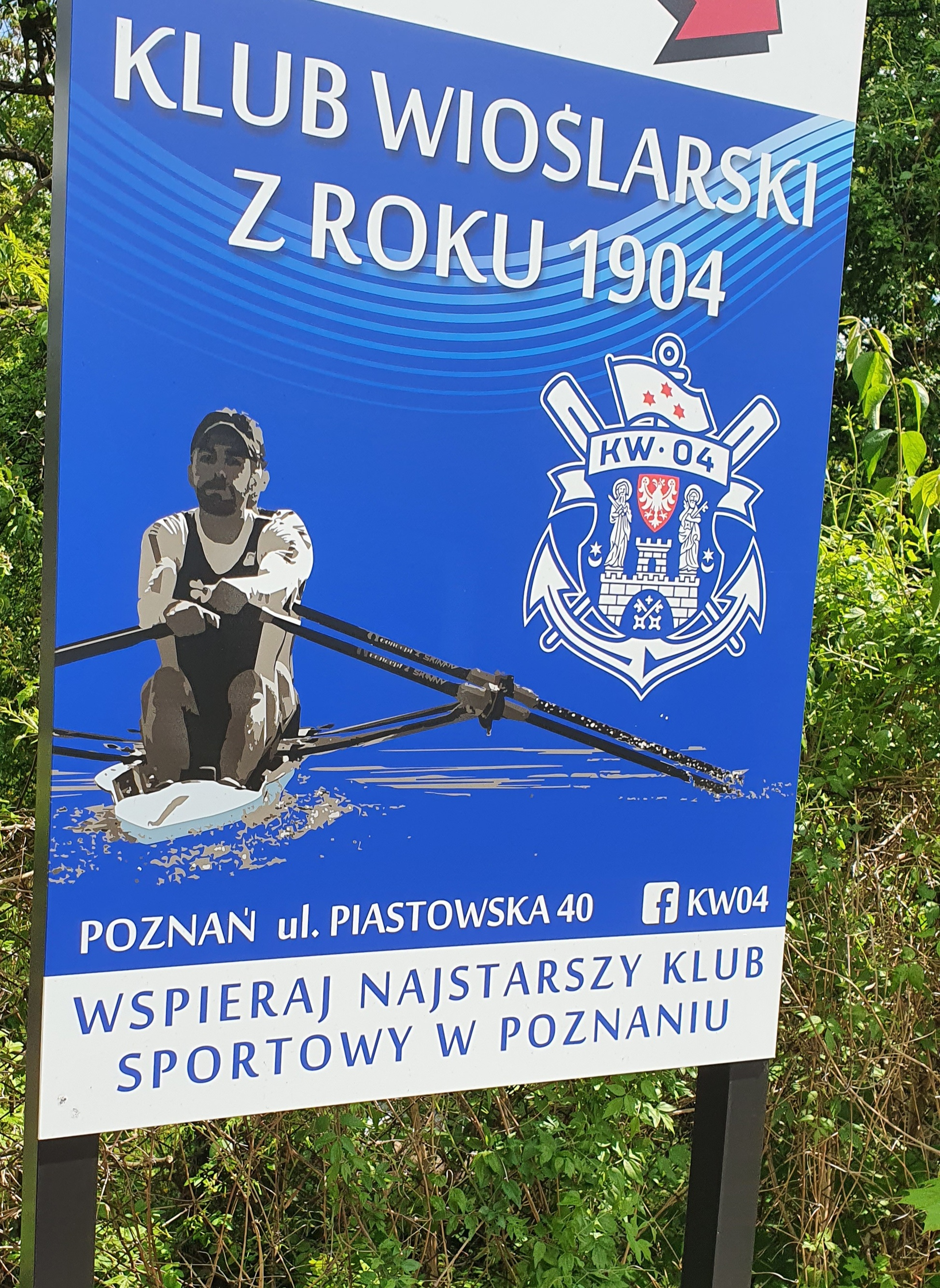
Wejście do siedziby klubu

Klub Wioślarski z roku 1904 (nazywany też: KW 04 Poznań) – poznańskie towarzystwo wioślarskie powstałe w roku 1904. Najstarszy w Poznaniu wciąż istniejący klub sportowy. Członek założyciel Polskiego Związku Towarzystw Wioślarskich.

## Historia klubu

### Okres pod zaborem niemieckim
Na początku XX wieku jedynymi klubami wioślarskimi w Poznaniu były towarzystwa niemieckie: RC Neptun i PRV Germania. W okresie tym powrócił z Londynu polski patriota, publicysta i powieściopisarz Maciej Wierzbiński. Zafascynowany angielskimi klubami wioślarskimi postanowił utworzyć podobny klub dla Polaków w Poznaniu. Spotkanie założycielskie odbyło się w dniu 28 kwietnia 1904 roku, a jako nazwę przybrano: „Klub Wioślarski w Poznaniu”. M. Wierzbiński do pomysłu szybko przekonał grupę zamożnych rodaków. Prezesem został arystokrata, hrabia Maciej Mielżyński, polski poseł do Reichstagu. Klub miał nie tylko zajmować się działalnością sportową, ale umacniać więzi polskiej społeczności.
Pierwszym działaniem klubu było wybudowanie nad Wartą za Bramą Dębińską drewnianej przystani i zakup trzech łodzi wioślarskich. Pierwsze treningi na Warcie zawodnicy klubu odbyli na wiosnę 1905 roku. Utworzenie polskiego klubu sportowego spotkało się z niechęcią niemieckich władz. Nie mogąc zdelegalizować zarejestrowanego już stowarzyszenia sportowego, Niemcy ograniczyli się do szykanowania założycieli klubu. W 1905 członkowie klubu nawiązali kontakty z polskimi towarzystwami wioślarskimi z zaboru rosyjskiego. W roku tym uczestniczyli w zjeździe polskich klubów w Ciechocinku, w kolejnych latach podejmowali polskie kluby u siebie lub sami je odwiedzali. W pierwszych zawodach międzyklubowych uczestniczyli w 1907 roku w Warszawie, na zaproszenie Warszawskiego Towarzystwa Wioślarskiego. W 1911 w Kruszwicy pomogli utworzyć polski Klub Wioślarski „Vistula” - późniejszy Klub Wioślarski Gopło Kruszwica.
Ważnym aspektem klubowego życia była w tamtych czasach działalność społeczna i życie towarzyskie. Członkowie urządzali na przystani odczyty własnych wierszy, obchodzili (ukrywając to przed zaborcą) rocznice narodowe, uroczyście obchodzili wianki, które były wówczas demonstracją polskości. Klub stał się centrum polskiego życia towarzyskiego. Organizował bale, wieczornice i wycieczki, podczas których śpiewano polskie pieśni. Członkowie klubu uczestniczyli też w licznych wielodniowych wycieczkach wioślarskich. Najdłuższą z nich odbyli w 1908 roku A. Tomaszewski, S. Pełcznicki, L. Nalaskowski i Weichman, którzy spłynęli na czwórce Wartą do Szczecina, oraz dwójka zawodników klubu, którzy tę samą trasę pokonali dwa lata później. KW 04 miał w tamtym okresie charakter elitarny. Wysokość składek stanowiła barierę dla osób mniej zamożnych. Pozwalało to jednak na zakup drogiego sprzętu – w szczególności w 1914 roku KW 04 był w posiadaniu dwóch czwórek wyczynowych. Klub używał już wtedy nazwy: „Klub Wioślarski z roku 1904”, podkreślając datę swego założenia.
Rozwój wstrzymała I wojna światowa. Większość wioślarzy powołanych została do armii niemieckiej, a Wartę zamknięto dla ruchu wodnego. Po zakończeniu działań wojennych większość walczących w niej wioślarzy wróciła do Poznania. Spora część z nich przyłączyła się do powstania wielkopolskiego.

### Dwudziestolecie międzywojenne
Po odzyskaniu przez Polskę niepodległości Klub Wioślarski z roku 1904 był inicjatorem założenia Polskiego Związku Towarzystw Wioślarskich. To na zaproszenie KW 04 w grudniu 1919 roku zjawili się w Poznaniu przedstawiciele łącznie trzynastu polskich klubów z terenu trzech dotychczasowych zaborów. Na zjeździe tym utworzyli oni krajowy związek i postanowili od 1920 roku rozgrywać coroczne Mistrzostwa Polski w wioślarstwie. Działacze Klubu Wioślarskiego z roku 1904 odgrywali również istotną rolę w zakresie propagowania sportu wioślarskiego – pomagali w tworzeniu m.in. Polskiego Klubu Wioślarskiego w Gdańsku oraz Poznańskiego Klubu Wioślarek.
Dwudziestolecie międzywojenne to okres największego rozwoju klubu i największych jego sukcesów. W pierwszych latach po wojnie znacząco wzrosła liczba członków – w roku 1925 było ich 349, co czyniło z KW 04 największy wioślarski klub ówczesnego Poznania i trzeci klub w Polsce. Towarzyszyła temu znaczna rozbudowa przystani i zakup licznych, wysokiej klasy łodzi wyczynowych. Na przystani wybudowano zimowy basen wioślarski (pierwszy w Polsce), co pozwoliło na całoroczny specjalistyczny trening. KW 04 jako pierwszy klub w kraju zatrudnił też, w 1923 roku, zawodowego trenera. Działania te szybko przyniosły efekty sportowe, a klub na okres pięciu lat (od 1929 do 1932) zdominował krajową scenę wioślarską. Towarzyszyły temu sukcesy na arenie międzynarodowej – w tym złoty medal zawodników klubu na mistrzostwach Europy i medal na igrzyskach olimpijskich.
Nastawienie się klubu na sport wyczynowy doprowadziło w połowie lat 30. do zaniedbania pracy z młodszymi zawodnikami. Wyniki sportowe pogorszyły się w związku z tym znacząco po roku 1935. Połączone było to z poważnym kryzysem finansowym KW 04. Działania Zarządu przyniosły poprawę dopiero w 1939. 
Znaczący aspektem działalności KW 04 była turystyka wioślarska. Z uwagi na dystans, niektóre z wycieczek uznać należy za poważne wyczyny sportowe. Największym osiągnięciem w tym zakresie była wyprawa Cz. Żelaznego, R. Gromadzińskiego i I. Wachowiaka, którzy w 1930 na dwójce podwójnej ze sternikiem dotarli z Poznania do Hawru. Pokonanie dystansu 3114 km zajęło im niemal dwa miesiące.
Działania wojenne wstrzymały działalność klubu. W czasie okupacji zniszczeniu uległo większość zabudowań na przystani. Wojnę przetrwał jednak warsztat szkutniczy i mała szopa, a w nich kilka łodzi wioślarskich, z których dwie były w dobrym stanie.

### Okres po II wojnie
Po wyzwoleniu Poznania przedwojenni członkowie KW 04 do odbudowy przystani przystąpili już w 1945. Prace trwały do 1949 roku, klub dysponował wtedy hangarem na łodzie, szatniami, warsztatem szkutniczym i basenem wioślarskim.
W roku 1950 komunistyczne władze nakazały klubowi przyłączyć się do Związku Sportowego „Ogniwo” – jako sekcja wioślarska. W 1951 do sekcji tej wcielono Poznański Klub Wioślarek, co było początkiem kobiecego wioślarstw w ramach KW 04. W następstwie kolejnej, ogólnopolskiej reorganizacji sportu w roku 1955, sekcję KW 04 połączono z sekcją wioślarską „Polonii”, wcielając obie do nowo powstałego Zrzeszenia Sportowego „Sparta”. W całym tym okresie wioślarstwo borykało się z problemami finansowymi, gdyż jako sport burżuazyjny nie było znacząco wspierane przez władze PRL.
W grudniu roku 1956 – na fali odwilży gomułkowskiej – kluby odzyskały względną samodzielność. Reaktywowano, a następnie zarejestrowano Klub Wioślarski z roku 1904.
Lata 60. to dynamiczny rozwój klubu i liczne sukcesy sportowe. W 1960 utworzono „Młodzieżową Szkółkę Wioślarską przy KW-04” przy CRZZ. Pozwoliło to na szeroki nabór młodzieży i uzyskanie dotacji na zakup nowych łodzi wyczynowych. Najlepszą zawodniczką tamtego okresu była Danuta Pribe, wielokrotna reprezentantka Polski, a także jej reprezentacyjna partnerka, Mirosława Sieja.
Wraz z zakończeniem kariery przez najlepsze zawodniczki lat 60., w kolejnych dwóch dekadach klub ogarnął postępujący regres. W latach 70. zawodnicy KW 04 osiągali jeszcze drobne sukcesy w kategorii juniorów, w latach 80. sukcesów sportowych na poziomie krajowym klub nie osiągał praktycznie w żadnej kategorii. Sytuację pogarszały problemy materialne wynikające ze zniszczeń po powodzi w 1979 roku i z kryzysu gospodarczego schyłku PRL. Pomimo problemów, klub cały czas szkolił liczne rzesze młodych zawodników, m.in. późniejszego prezydenta Poznania, Jacka Jaśkowiaka.
Przemiany ustrojowe roku 1989, zastały KW 04 w bardzo złej sytuacji. Brak było nie tylko funduszy, ale też nowoczesnego sprzętu. Sytuacja zmieniła się na początku lat 90., gdy finansami klubu zajęli się działacze potrafiący działać w warunkach gospodarki rynkowej. Główną przyczyną zmian na lepsze było jednak zatrudnienie, w charakterze trenera, olimpijczyka Jarosława Janowskiego (trener KW 04 w latach 1992-2003), a następnie byłego zawodnika klubu, Mirosława Rewersa (trener od 1999). Skutkowało to najpierw sukcesami zawodników wszystkich kategorii wiekowych na poziomie krajowym, a następnie znaczącymi osiągnięciami na arenie międzynarodowej.

### Prezesi Klubu
Funkcję prezesa KW 04 pełniły w trakcie jego historii następujące osoby: hrabia Maciej Mielżyński (1904-1910), Czesław Kusztelan (1910), Ludwik Frankiewicz (1910-1914 i 1917-1919), Wacław Załuski (1914-1915), Stanisław Sławski (1915-1917 i 1926-1927), Władysław Kontrowicz (1919-1923), Jan Czerwiński (1923-1926), Władysław Stopa (1927-1937), Kazimierz Gunderman (1937-1939), Zygmunt Rozpłochowski (1945-1948), Mieczysław Musiał (1948-1951) Leon Cichocki (1951-1970), Marian Miałkas (1971), Kazimierz Krieger (1971-1975), Marek Borkowski (1975), Zbigniew Mermela (1975-1981 oraz 1992-1994), Ryszard Szymański (1981-1992 i 1994-1995), Marek Kurek (1996-2019) oraz Paweł Mermela (od 2020). 

## Galeria zdjęć

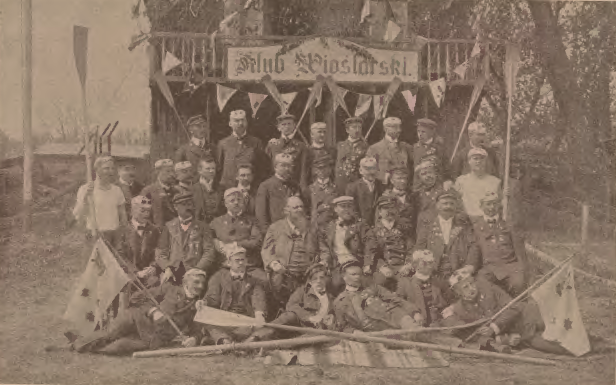
Wioślarze KTW Konin, KTW Kalisz na przystani KW 04 w 1907
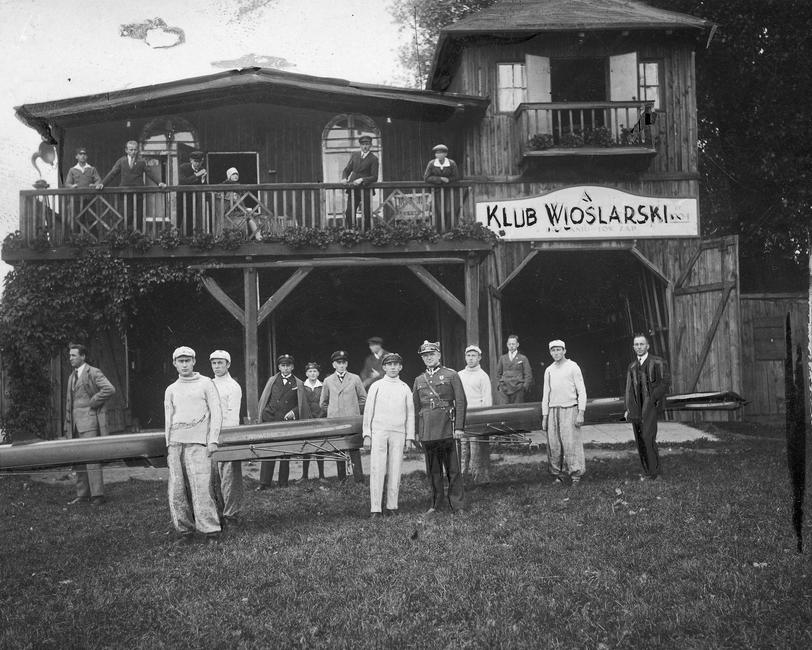
Przystań klubowa w 1931 (widok od Warty)
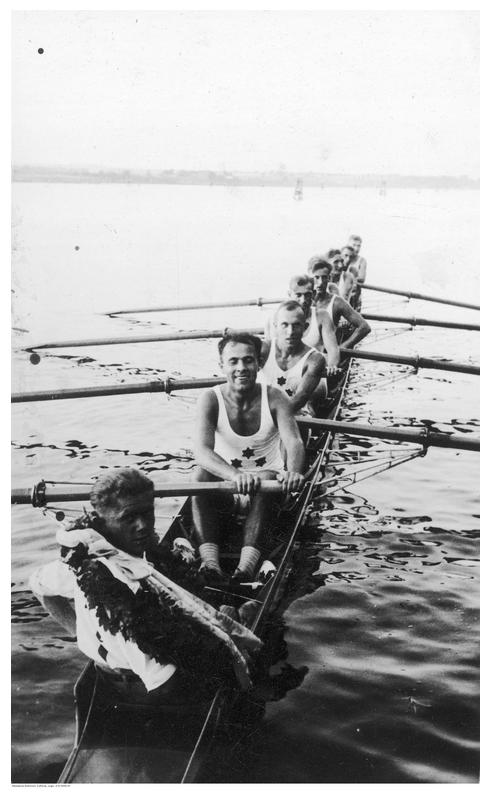
Mistrzowska ósemka MP 1932
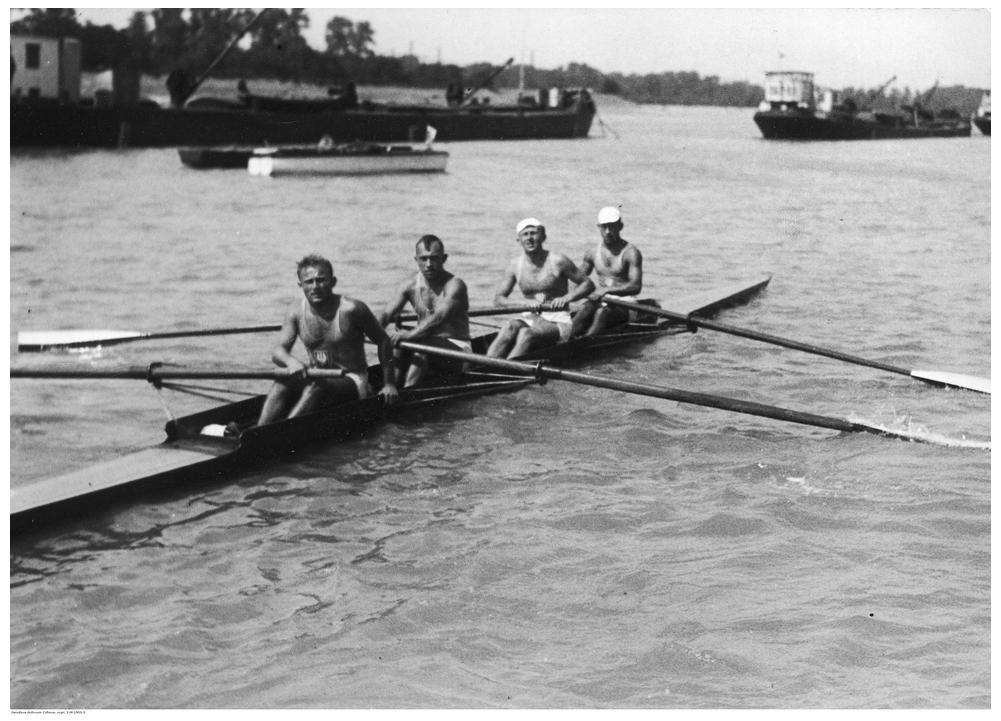
Zawodnicy KW 04 na ME w Budapeszcie 1933
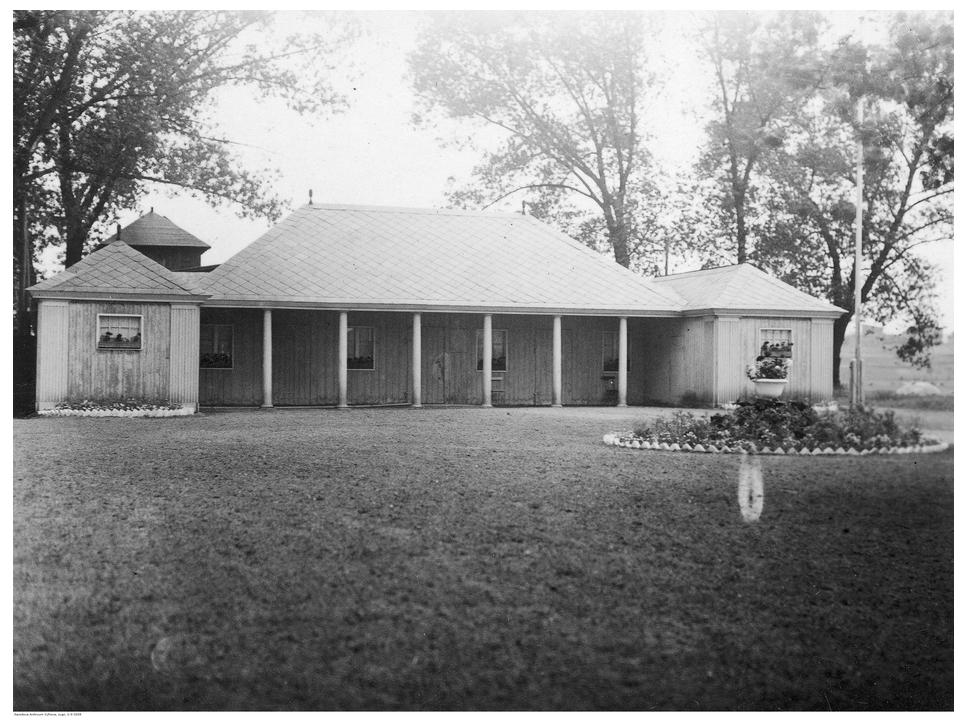
Przystań klubowa w 1934 (widok od miasta)

## Wyniki sportowe

### Osiągnięcia przedwojenne
Przed II wojną światową wioślarze Klubu Wioślarskiego z roku 1904 zdobyli najwięcej tytułów Mistrza Polski spośród wszystkich wioślarskich klubów polskich. Osady KW 04 zdołały zdobyć aż 21 tytułów Mistrzów Polski (na 102 łącznie przyznane męskie tytuły mistrzowskie). Tym większym było to wyczynem, że w dwudziestoleciu międzywojennym w czasie mistrzostw PZTW tylko w niektórych rozgrywanych konkurencjach przyznawano tytuły Mistrzów Polski, a konkurencji było dużo mniej niż obecnie. Klub całkowicie zdominował rywalizację w latach 1929-32, a rywalizację na ósemkach wygrywał pięć razy z rzędu (w latach 1928-32). Tytuły Mistrza Polski dla KW 04 Poznań zdobyły:
- czwórka ze sternikiem w 1928, w składzie: S. Jurkowski, D. Tilgner, W. Leporowski, J. Krenz-Mikołajczak, sternik N. Budziński,
- ósemka w 1928, w składzie: S. Jurkowski, W. Tuliszka, K. Nowakowski, D. Tilgner, W. Leporowski, J. Krenz-Mikołajczak, H. Grygiel, J. Ziętkiewicz, sternik J. Tuczyk,
- dwójka bez sternika w 1929, w składzie: H. Budziński, J. Krenz-Mikołajczak,
- czwórka ze sternikiem w 1929, w składzie: S. Jurkowski, W. Leporowski, M. Ziętkiewicz, W. Tuliszka, sternik N. Budziński,
- ósemka w 1929, w składzie: S. Jurkowski, W. Leporowski, Z. Kasprzak, W. Tuliszka, M. Tuliszka, Z. Kasprzak, M. Ziętkiewicz, A. Moshalewicz, sternik B. Zimny,
- dwójka bez sternika w 1930, w składzie: H. Budziński, J. Krenz-Mikołajczak,
- czwórka bez sternika w 1930, w składzie: H. Budziński, Z. Kasprzak, M. Tuliszka, J. Krenz-Mikołajczak,
- czwórka ze sternikiem w 1930, w składzie: S. Jurkowski, D. Tilgner, W. Leporowski, W. Tuliszka, sternik N. Budziński,
- ósemka w 1930, w składzie: S. Jurkowski, W. Leporowski, D. Tilgner, W. Tuliszka, M. Tuliszka, Z. Kasprzak, S. Jachimowicz, A. Moshalewicz, sternik N. Budzyński,
- dwójka bez sternika w 1931, w składzie: S. Jachimowicz, A. Moshalewicz,
- dwójka ze sternikiem w 1931, w składzie: W. Dybalski, H. Budziński, st. B. Zimny,
- czwórka bez sternika w 1931, w składzie: H. Budziński, Z. Kasprzak, K. Nowakowski, J. Krenz-Mikołajczak,
- czwórka ze sternikiem w 1931, w składzie: S. Jurkowski, W. Leporowski, W. Tuliszka, M. Tuliszka, sternik B. Zimny,
- ósemka w 1931, w składzie: S. Jurkowski, W. Leporowski, W. Tuliszka, M. Tuliszka, H. Budziński, Z. Kasprzak, K. Nowakowski, J. Krenz-Mikołajczak, sternik B. Zimny,
- czwórka ze sternikiem w 1932, w składzie: S. Jurkowski, W. Leporowski, W. Tuliszka, M. Tuliszka, sternik M. Bącler,
- ósemka w 1932, w składzie: S. Jurkowski, W. Leporowski, W. Tuliszka, M. Tuliszka, B. Lange, Z. Kasprzak, M. Jakubowski, R. Rataj, sternik M. Bącler,
- czwórka bez sternika w 1933, w składzie: H. Budziński, W. Leporowski, W. Ludwiczak, F. Górski,
- dwójka bez sternika w 1934, w składzie: J. Krenz-Mikołajczak, W. Ludwiczak,
- dwójka ze sternikiem w 1934, w składzie: W. Leporowski, S. Kuryłłowicz, st. M. Bącler,
- dwójka ze sternikiem w 1935, w składzie: W. Leporowski, S. Kuryłłowicz, st. M. Bącler,
- czwórka ze sternikiem w 1936, w składzie: W. Leporowski, S. Kuryłłowicz, + trzech zawodników klubu WKS Śmigły Wilno.

Ponadto na mistrzostwach w 1920 zawodnik KW 04, M. Zerbe, wygrał bieg jedynek, jednak wobec zawiłości regulaminowych, tytułu Mistrza Polski mu nie przyznano.
W przedwojennej rywalizacji międzynarodowej zawodnicy Klubu Wioślarskiego z roku 1904, reprezentując Polskę, odnotowali następujące sukcesy:
- W 1932 dwójka bez sternika Jan Krenz-Mikołajczak, Henryk Budziński zdobyła na  Igrzyskach Olimpijskich w Los Angeles  brązowy medal.
- Na  Igrzyskach Olimpijskich w Berlinie w konkurencji czwórki ze sternikiem wystąpiło dwóch zawodników klubu, Witalis Leporowski i Stanisław Kuryłłowicz (odpadli w eliminacjach).
- W 1930 dwójka bez sternika Jan Krenz-Mikołajczak, Henryk Budziński zdobyła na Mistrzostwach Europy w Liège  złoty medal – pierwszy w historii polskiego wioślarstwa.
- W 1929 ta sama dwójka zdobyła na Mistrzostwach Europy w Bydgoszczy  srebrny medal.
- W 1931 czwórka bez sternika Henryk Budziński, Zdzisław Kasprzak, Kazimierz Nowakowski, Jan Krenz-Mikołajczak, zdobyła na Mistrzostwach Europy w Paryżu  srebrny medal.
- W 1929 ósemka klubowa zdobyła na Mistrzostwach Europy w Bydgoszczy  brązowy medal. Wystąpiła w składzie: Stanisław Jurkowski, Witalis Leporowski, Zbigniew Kasprzak, Mieczysław Tuliszka, Władysław Tuliszka, Zdzisław Kasprzak, Marian Ziętkiewicz, Aleksander Moshalewicz, sternik Bronisław Zimny.
- W 1935 na Mistrzostwach Europy w Berlinie dwójka ze sternikiem Witalis Leporowski, Stanisław Kuryłłowicz i sternik Bącler zdobyła  brązowy medal.

W ogólnopolskiej rywalizacji sportowej PZTW, KW 04 Poznań uczestniczył od początku – to jest od pierwszych Mistrzostw Polski w 1920 roku. W dwudziestoleciu międzywojennym, w poszczególnych latach uzyskał następujące wyniki w klasyfikacji klubowej (dane według tabel punktacyjnych PZTW za poszczególne lata - podane zostało miejsce i ilość klubów, które zdobyły w regatach punkty i oficjalnie je sklasyfikowano):
- w 1925 – 7 miejsce na 12 klubów[11],
- w 1926 – 6 miejsce na 14 klubów[11],
- w 1927 –  3 miejsce na 15 klubów[11],
- w 1928 –  3 miejsce na 13 klubów[12],
- w 1929 –  1 miejsce na 19 klubów[13],
- w 1930 –  1 miejsce na 22 kluby[14],
- w 1931 –  1 miejsce na 27 klubów[15],
- w 1932 –  1 miejsce na 27 klubów[16],
- w 1933 –  2 miejsce na 42 kluby[17],
- w 1934 – 8 miejsce na 41 klubów[18],
- w 1935 – 9 miejsce na 46 klubów[19],
- w 1936 – 25 miejsce na 42 kluby[20],
- w 1937 klub nie został sklasyfikowany[21],
- w 1938 – 37 miejsce na 44 kluby[22],
- w 1939 – 29 miejsce na 36 klubów[23].

Warto przy tym zauważyć, iż wiele klubów wioślarskich w rywalizacji tej nie uczestniczyło lub nie zdołało w danym roku zdobyć punktów.

### Osiągnięcia powojenne
Największymi sukcesami klubu po II wojnie światowej są, bez wątpienia, medale dużych imprez międzynarodowych zdobyte przez zawodników KW 04 w XXI wieku. Relatywnie duży procent wychowanków klubu otrzymuje w ostatnich latach powołania do reprezentacji narodowej i zdobywa medale Mistrzostw Polski. Po roku 2000 największymi sukcesami było:
- 2001 – Mistrzostwa Świata Młodzieżowców, Linz – czwórka podwójna, Michał Ożóg – IV miejsce,
- 2005 – Mistrzostwa Świata Juniorów, Brandenburg – czwórka ze sternikiem, Michał Ratajczak –  brązowy medal[24],
- 2013 – Mistrzostwa Europy Seniorów, Sewilla – czwórka podwójna, Adam Wicenciak –  srebrny medal,
- 2014 – Mistrzostwa Europy Juniorów, Hazewinkel – dwójka podwójna, Mateusz Świętek i Damian Rewers –  brązowy medal[25],
- 2017 – Mistrzostwa Europy Seniorów, Račice – czwórka podwójna, Adam Wicenciak –  srebrny medal,
- 2017 – Mistrzostwa Europy Młodzieżowców, Kruszwica – czwórka podwójna, Mateusz Świętek i Dawid Pieniak –  złoty medal,
- 2018 – Mistrzostwa Świata Młodzieżowców, Poznań – dwójka podwójna, Mateusz Świętek –  brązowy medal,
- 2018 – Mistrzostwa Europy Młodzieżowców, Brześć – dwójka podwójna, Mateusz Świętek –  srebrny medal[26],
- 2019 – Mistrzostwa Europy Młodzieżowców, Janina – czwórka podwójna, Magdalena Sochocka –  srebrny medal[27],
- 2020 – Mistrzostwa Europy Juniorów, Belgrad – dwójka podwójna, Jakub Woźniak –  srebrny medal[28][29],
- 2020 – Mistrzostwa Europy Seniorów, Poznań – czwórka podwójna, Adam Wicenciak – V miejsce[30],
- 2022 – Mistrzostwa Europy Młodzieżowców, Hazewinkel – czwórka podwójna, Jakub Woźniak –  brązowy medal[31],
- 2023 - Młodzieżowe Mistrzostwa Świata, Płowdiw – dwójka podwójna, Jakub Woźniak -  srebrny medal[32],
- 2023 - Młodzieżowe Mistrzostwa Europy, Krefeld – czwórka podwójna, Jakub Woźniak -  złoty medal[33],
- 2024 - Młodzieżowe Mistrzostwa Świata, St. Catharines – dwójka podwójna, Jakub Woźniak -  złoty medal[34],
- udział 4 innych zawodników KW 04 w mistrzostwach świata młodzieżowców (Magdalena Świętek w 2017 i 2018[35], Damian Rewers 2017 i 2018[36], Jan Janasik 2016, 2017 i 2018[37] oraz Paweł Paziewski 2013[38].

Ponadto wielkim sukcesem zawodnika KW 04, Michała Płotkowiaka, był udział w prestiżowych regatach Oxford-Cambridge – The Boat Race. Zawodnik startował na ósemce oksfordzkiej w latach 2007 oraz 2009 - za drugim razem odnosząc (jako pierwszy Polak) zwycięstwo.  
Według punktacji Polskiego Związku Towarzystw Wioślarskich, klub w ostatnich latach zajął następujące miejsca w klasyfikacji drużynowej:
- w roku 1997 – 20 miejsce na 35 sklasyfikowanych klubów[41],
- w roku 1998 – 29 miejsce na 35 sklasyfikowanych klubów[42],
- w roku 1999 – 32 miejsce na 32 sklasyfikowane kluby[43],
- w roku 2000 – 25 miejsce na 33 sklasyfikowane kluby[43],
- w roku 2001 – 17 miejsce na 33 sklasyfikowane kluby[43],
- w roku 2002 – 12 miejsce na 33 sklasyfikowane kluby[43],
- w roku 2003 – 17 miejsce na 34 sklasyfikowane kluby[43],
- w roku 2004 – 13 miejsce na 34 sklasyfikowane kluby[43],
- w roku 2005 – 15 miejsce na 36 sklasyfikowanych klubów[43],
- w roku 2006 – 13 miejsce na 34 sklasyfikowane kluby[43],
- w roku 2007 – 18 miejsce na 35 sklasyfikowanych klubów[43],
- w roku 2008 – 17 miejsce na 37 sklasyfikowanych klubów[43],
- w roku 2009 – 17 miejsce na 38 sklasyfikowanych klubów[43],
- w roku 2010 – 14 miejsce na 37 sklasyfikowanych klubów[43],
- w roku 2011 – 9 miejsce na 35 sklasyfikowanych klubów[43],
- w roku 2012 – 11 miejsce na 35 sklasyfikowanych klubów[43],
- w roku 2013 – 13 miejsce na 38 sklasyfikowanych klubów[43],
- w roku 2014 – 14 miejsce na 36 sklasyfikowanych klubów[44],
- w roku 2015 – 11 miejsce na 38 sklasyfikowanych klubów[45],
- w roku 2016 – 12 miejsce na 37 sklasyfikowanych klubów[46],
- w roku 2017 – 9 miejsce na 35 sklasyfikowanych klubów[47],
- w roku 2018 – 9 miejsce na 36 sklasyfikowanych klubów[48],
- w roku 2019 – 13 miejsce na 35 sklasyfikowanych klubów[49],
- w roku 2020 – 15 miejsce na 38 sklasyfikowanych klubów[50],
- w roku 2021 – 11 miejsce na 41 sklasyfikowanych klubów[51],
- w roku 2022 – 12 miejsce na 40 sklasyfikowanych klubów[52],
- w roku 2023 – 8 miejsce na 41 sklasyfikowanych klubów[53],

## Najwybitniejsi zawodnicy

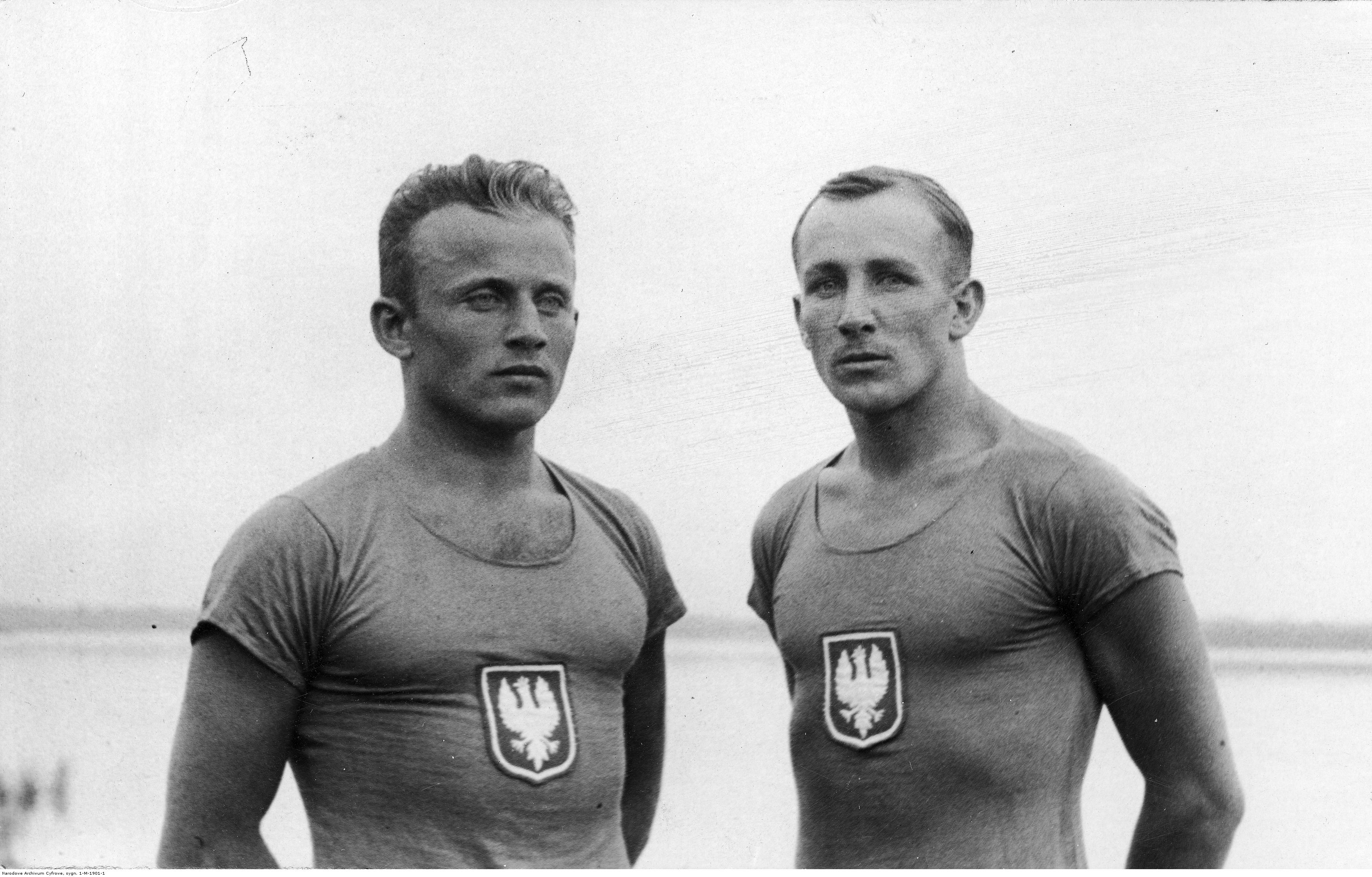
H. Budziński i J. Krenz-Mikołajczak w 1930

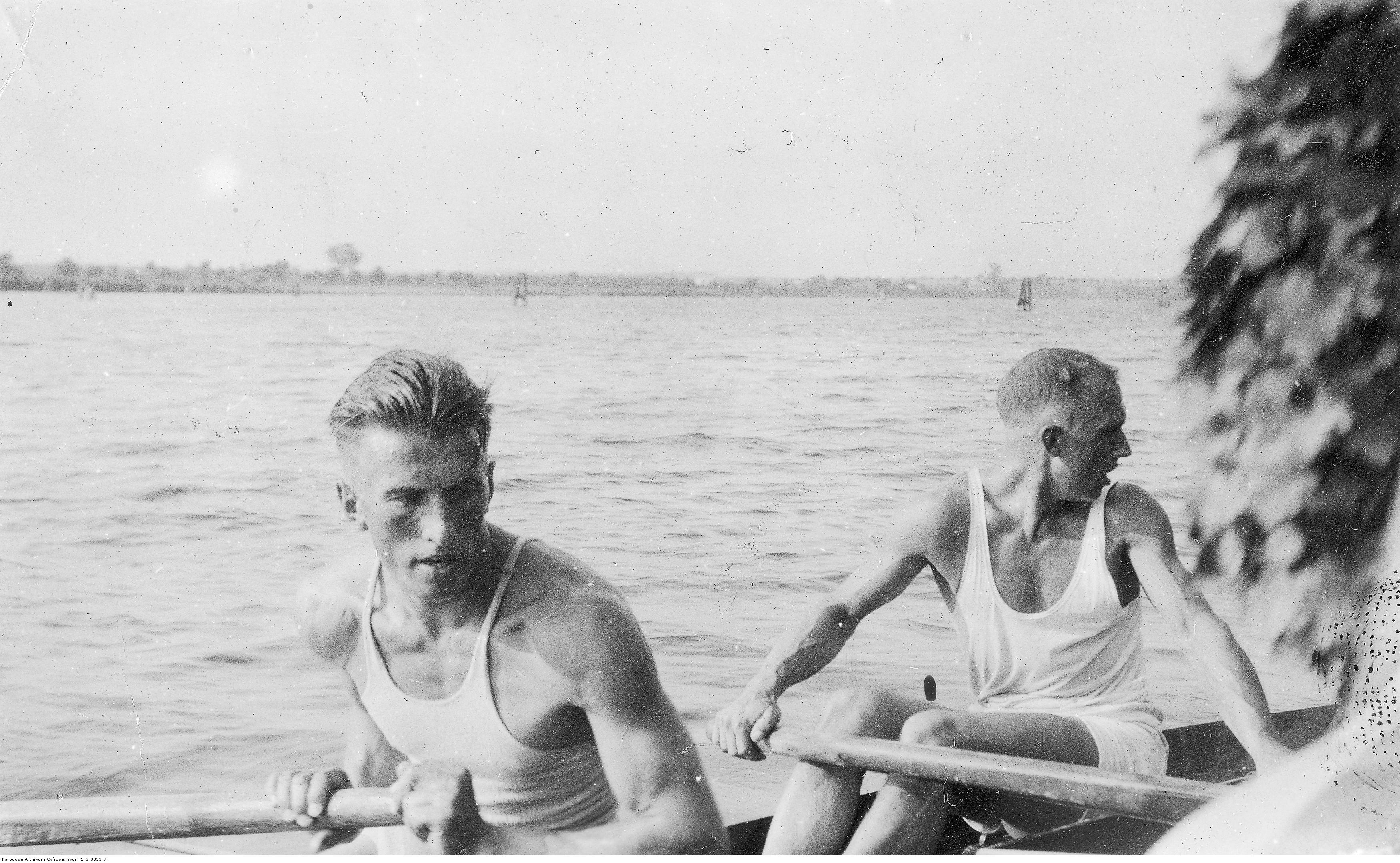
W. Leporowski i S. Kuryłłowicz w 1934

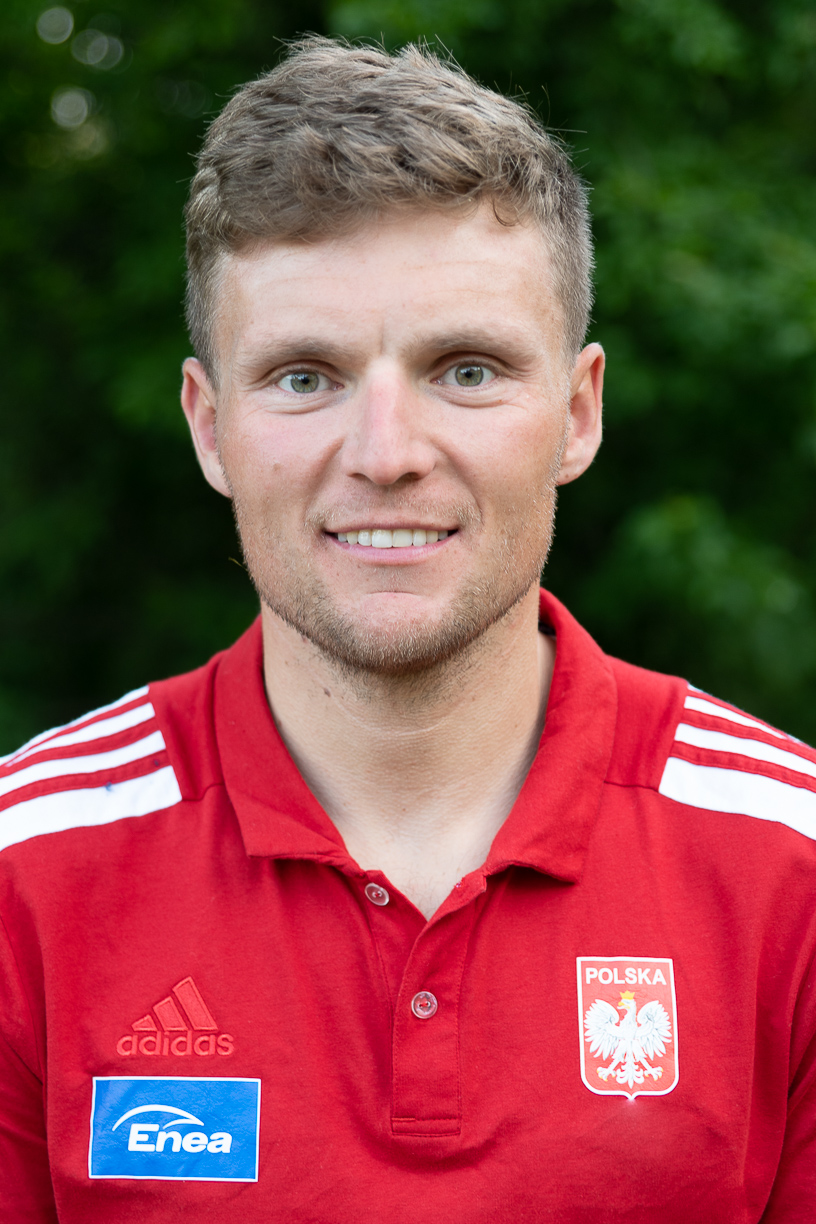
Adam Wicenciak

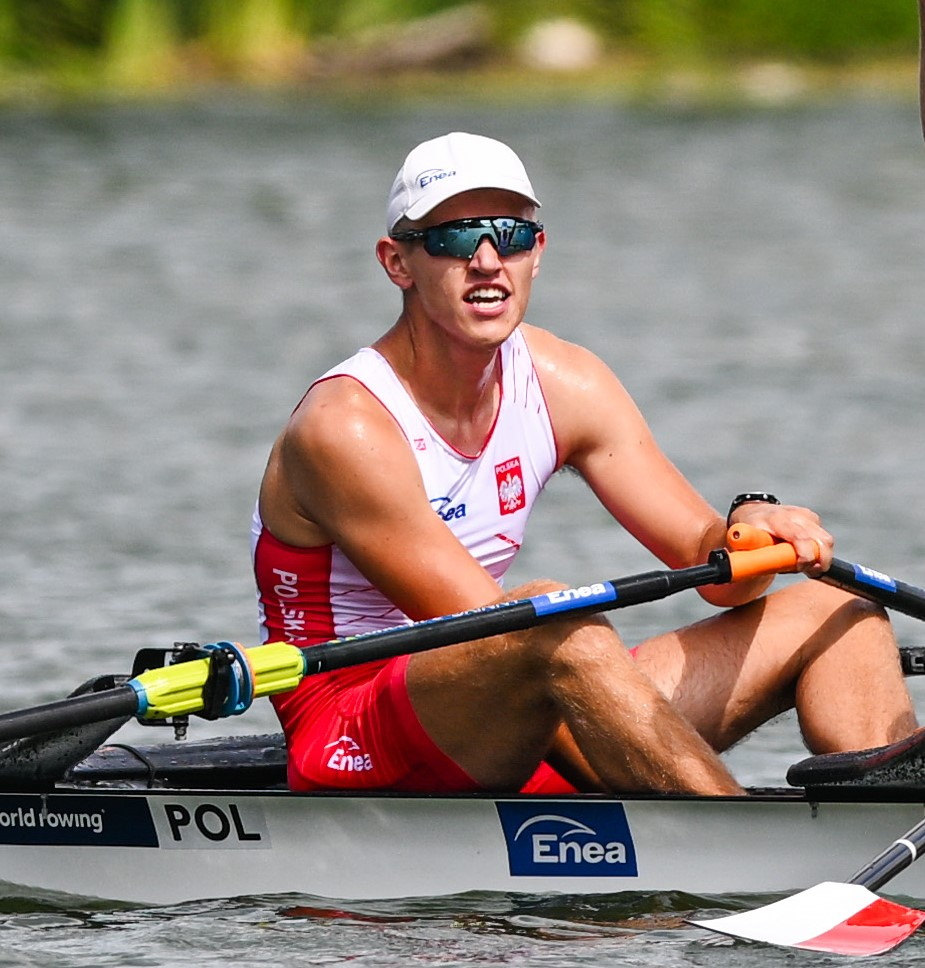
Jakub Woźniak na MŚ U23 w 2024

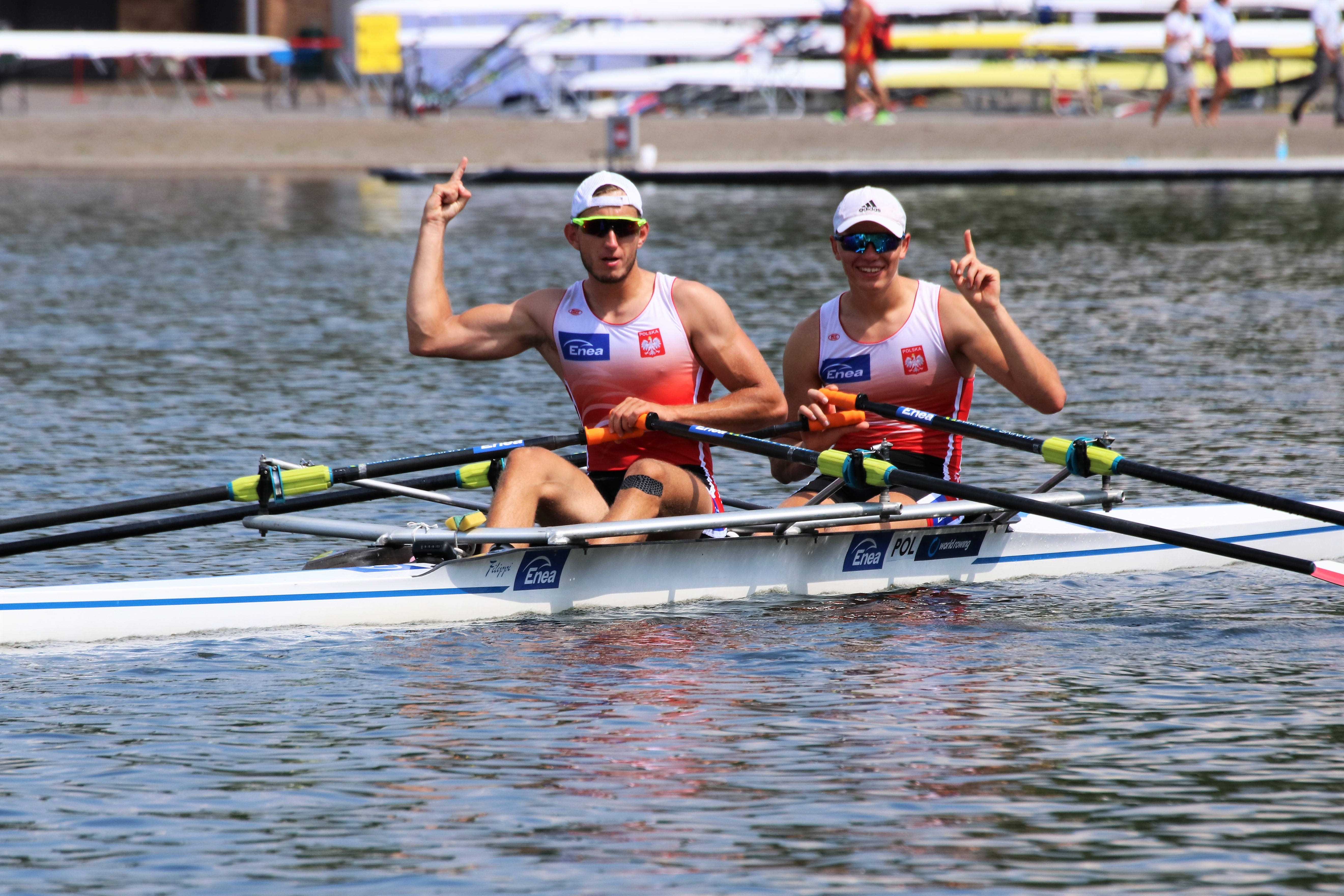
M. Świętek (z lewej) na MŚ U23 w 2018

W historii KW 04 Poznań, najwybitniejszymi zawodnikami klubu byli:
Henryk Budziński – medalista olimpijski, mistrz i dwukrotny wicemistrz Europy. Jego największe sukcesy:
- 1932 –  Igrzyska Olimpijskie w Los Angeles – dwójka bez sternika –  brązowy medal,
- 1930 – Mistrzostwa Europy w Liège – dwójka bez sternika –  złoty medal,
- 1929 – Mistrzostwa Europy w Bydgoszczy – dwójka bez sternika –  srebrny medal,
- 1931 – Mistrzostwa Europy w Paryżu – czwórka bez sternika –  srebrny medal,
- wielokrotny Mistrz Polski.

Jan Krenz-Mikołajczak – medalista olimpijski, mistrz i dwukrotny wicemistrz Europy. Jego osiągnięcia:
- 1932 –  Igrzyska Olimpijskie w Los Angeles – dwójka bez sternika –  brązowy medal,
- 1930 – Mistrzostwa Europy w Liège – dwójka bez sternika –  złoty medal,
- 1929 – Mistrzostwa Europy w Bydgoszczy – dwójka bez sternika –  srebrny medal,
- 1931 – Mistrzostwa Europy w Paryżu – czwórka bez sternika –  srebrny medal,
- wielokrotny Mistrz Polski.

Witalis Leporowski – olimpijczyk, dwukrotny medalista mistrzostw Europy, wioślarz z największą ilością tytułów Mistrza Polski zdobytych przed II wojną światową. Jego największe osiągnięcia:
- 1936 –  Igrzyska Olimpijskie w Berlinie – czwórka ze sternikiem – odpadł w repasażu,
- 1929 – Mistrzostwa Europy w Bydgoszczy – ósemka –  brązowy medal,
- 1935 – Mistrzostwa Europy w Berlinie – dwójka ze sternikiem –  brązowy medal,
- piętnastokrotny Mistrz Polski.

Stanisław Kuryłłowicz – olimpijczyk, dwukrotny medalista mistrzostw Europy. Jego osiągnięcia w czasie, gdy reprezentował KW 04:
- 1936 –  Igrzyska Olimpijskie w Berlinie – czwórka ze sternikiem – odpadł w repasażu,
- 1935 – Mistrzostwa Europy w Berlinie – dwójka ze sternikiem –  brązowy medal,
- dwa tytuły Mistrza Polski.

Adam Wicenciak – dwukrotny wicemistrz Europy seniorów. Odniósł następujące sukcesy:
- 2017 – Mistrzostwa Europy Seniorów, Račice – czwórka podwójna –  srebrny medal,
- 2013 – Mistrzostwa Europy Seniorów, Sewilla – czwórka podwójna –  srebrny medal,
- 2015 - Letnia Uniwersjada, Gwangju –  srebrny medal[59],
- wielokrotny mistrz Polski.

Jakub Woźniak – wychowanek KW 04, wielokrotny reprezentant Polski w kategorii juniorów i młodzieżowców, medalista mistrzostw świata i Europy. Jego sukcesy:
- 2024 – Mistrzostwa Świata Młodzieżowców, St. Catherines – dwójka podwójna –  złoty medal[34],
- 2023 – Mistrzostwa Świata Młodzieżowców, Płowdiw – dwójka podwójna –  srebrny medal[32],
- 2023 – Mistrzostwa Europy Młodzieżowców, Krefeld – czwórka podwójna –  złoty medal[33],
- 2022 – Mistrzostwa Europy Młodzieżowców, Hazewinkel – czwórka podwójna –  brązowy medal[31],
- 2020 – Mistrzostwa Europy Juniorów, Belgrad – dwójka podwójna –  srebrny medal[60],
- 2023 - Letnia Uniwesjada, Chengdu – czwórka podwójna mikst –  złoty medal[61],

Mateusz Świętek – wychowanek KW 04, wielokrotny reprezentant Polski w kategorii juniorów i młodzieżowców, medalista mistrzostw świata i Europy. Jego najlepsze wyniki:
- 2018 – Mistrzostwa Świata Młodzieżowców, Poznań – dwójka podwójna –  brązowy medal,
- 2017 – Mistrzostwa Europy Młodzieżowców, Kruszwica – czwórka podwójna –  złoty medal,
- 2018 – Mistrzostwa Europy Młodzieżowców, Brześć – dwójka podwójna –  srebrny medal,
- 2014 – Mistrzostwa Europy Juniorów, Hazewinkel – dwójka podwójna –  brązowy medal,
- 2017 – Mistrzostwa Świata Młodzieżowców, Płowdiw – czwórka podwójna – VI miejsce.

Dawid Pieniak – wychowanek Pegaza Wrocław. W barwach KW 04 wielokrotny reprezentant Polski w kategorii juniorów i młodzieżowców, medalista mistrzostw Europy. Osiągnął następujące sukcesy:
- 2017 – Mistrzostwa Europy Młodzieżowców, Kruszwica – czwórka podwójna –  złoty medal,
- 2017 – Mistrzostwa Świata Młodzieżowców, Płowdiw – ósemka – IX miejsce.

Michał Ożóg – wychowanek TW Polonia Poznań. Po przejściu do KW 04 odniósł następujące sukcesy:
- 2001 – Mistrzostwa Świata Młodzieżowców, Linz – czwórka podwójna – IV miejsce,
- wielokrotny medalista mistrzostw Polski na jedynce.

Danuta Pribe – wychowanka KW 04, reprezentantka Polski na trzech mistrzostwach Europy:
- 1965 – Mistrzostwa Europy, Duisburg – czwórka podwójna,
- 1967 – Mistrzostwa Europy, Vichy – jedynka,
- 1968 – Mistrzostwa Europy, Berlin – czwórka podwójna.
- wielokrotna mistrzyni Polski.